# Staurogyne multiflora
Staurogyne multiflora är en akantusväxtart som beskrevs av Cornelis Eliza Bertus Bremekamp. Staurogyne multiflora ingår i släktet Staurogyne och familjen akantusväxter. Inga underarter finns listade i Catalogue of Life.